# Mironia
Mironia là một chi rêu trong họ Pottiaceae.